# Société astronomique de France

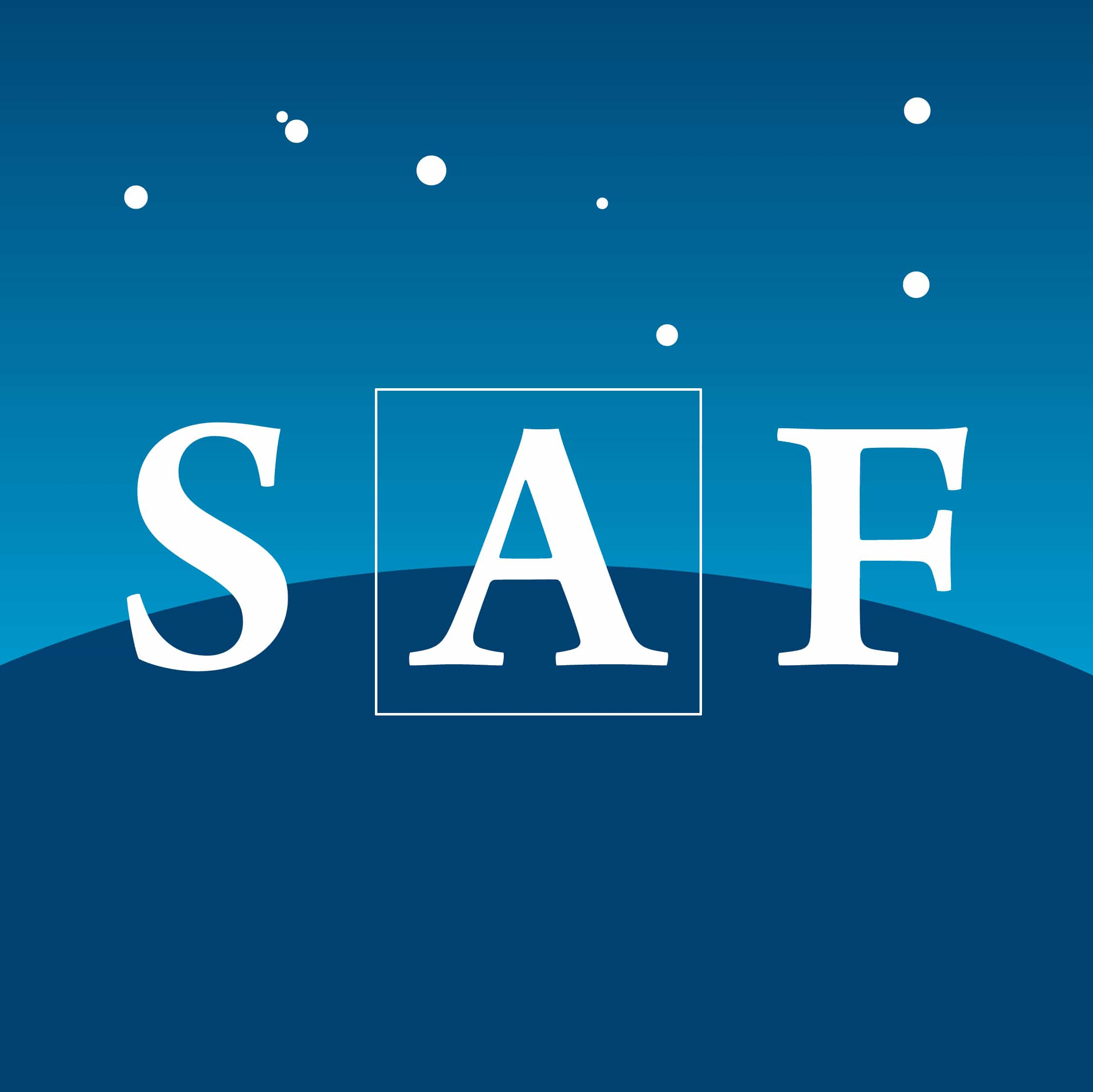
Société astronomique de France

A Société Astronomique de France (SAF; em português:  Sociedade Astronômica da França) é uma sociedade astronômica francesa, fundada pelo astrônomo Camille Flammarion.